# ケリケリ
ケリケリ（Kerikeri）は、ニュージーランド北島の北部にある町。人口7,850人（2020年ニュージーランド人口統計）。ノースランド地方ベイオブアイランズ（Bay of Islands）にある。オークランドの約240km北に位置する。

## 概要

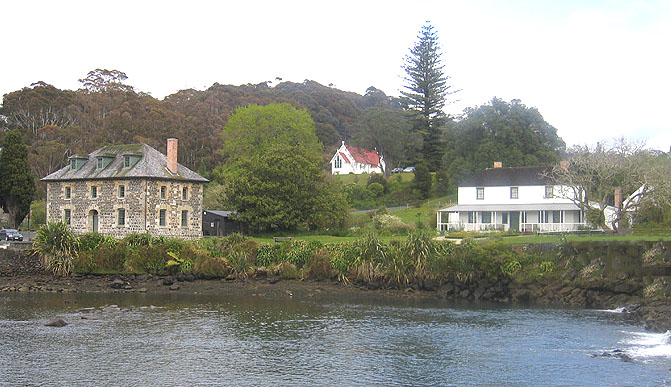
ケリケリ

温暖な気候と美しい自然からリゾート地、保養地としても知られ、セーリングやフィッシングの拠点として有名である。ニュージーランド最古級の建造物が点在する文化財の宝庫でもある。10km南東にはワイタンギ条約が結ばれたワイタンギ地区がある。

## 歴史
イギリス人宣教師がキリスト教ミッションを設置したのは1814年のことで、ニュージーランド最古のヨーロッパ人定住地とされている。

## 姉妹都市
- 湯浅町（日本）